# オクロフカ
座標: 北緯58度23分 東経33度18分 / 北緯58.383度 東経33.300度

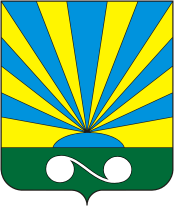
オクロフカ市の紋章

オクロフカ（ロシア語: Оку́ловка, Okulovka）は、ロシアのノヴゴロド州中部にある都市。オクロフスキー地区の行政中心地でもある。
ヴァルダイ丘陵に位置し、ムスタ川の支流ペレトナ川沿いに立つ。州都ノヴゴロドからの距離は東へ約140km。人口は2002年全ロシア国勢調査で14,470人（1989年の調査では 17,197人）。

## 歴史
1495年のノヴゴロド公国の記録にオクロフカの名が初出し、一般にはこの年を街の創建の年と見なしている。1851年にはモスクワとサンクトペテルブルクの二大都市を結ぶモスクワ・サンクトペテルブルク鉄道がオクロフカを通り開通し、それ以来鉄道の駅を中心に発展した。都市型集落になったのは1928年で、1965年1月12日には隣接するパラヒノ＝ポドゥビエ（Парахино-Поддубье）の町を併合し、市の地位を与えられた。

## 経済と文化
町の大きな企業は1896年に創業した製紙工場、および電気ケーブル工場である。加えて、ミネラルウォーターを瓶詰めしている会社が2つある。
25km南東には1801年に建てられたゲオルギエフスカヤ聖堂がある。その近くで人類学者・冒険家のニコライ・ニコラエヴィチ・ミクルホ＝マクライ（1846年 – 1888年）が生まれた。